# Veliki Dubovik
Veliki Dubovik är en ort i Bosnien och Hercegovina.   Den ligger i entiteten Federationen Bosnien och Hercegovina, i den nordvästra delen av landet, 200 km nordväst om huvudstaden Sarajevo. Veliki Dubovik ligger 406 meter över havet och antalet invånare är 126.
Terrängen runt Veliki Dubovik är kuperad söderut, men norrut är den platt. Terrängen runt Veliki Dubovik sluttar norrut. Närmaste större samhälle är Bosanska Krupa, 11,7 km väster om Veliki Dubovik. 
I omgivningarna runt Veliki Dubovik växer i huvudsak lövfällande lövskog. Runt Veliki Dubovik är det ganska tätbefolkat, med 93 invånare per kvadratkilometer.